# 三一座堂
三一座堂，曾是中国河南省开封市的一座哥特式教堂，位于市中心行宫角，由加拿大圣公会河南教区首任主教怀履光兴建于1919年至1924年，为圣公会河南教区的主教座堂。该堂十字平面，另有一座四层楼高的钟楼，是当时开封城内最高的建筑之一。该堂后被占用，1979年遭拆除。